# William Swainson

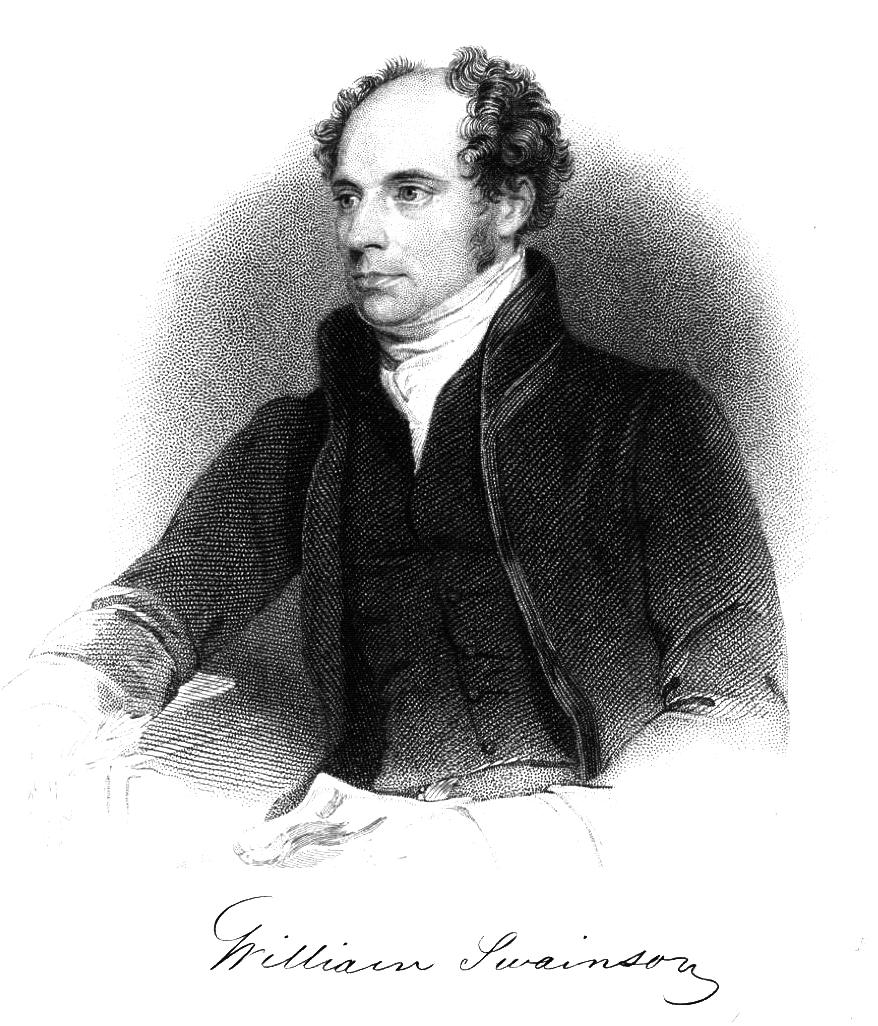
William Swainson

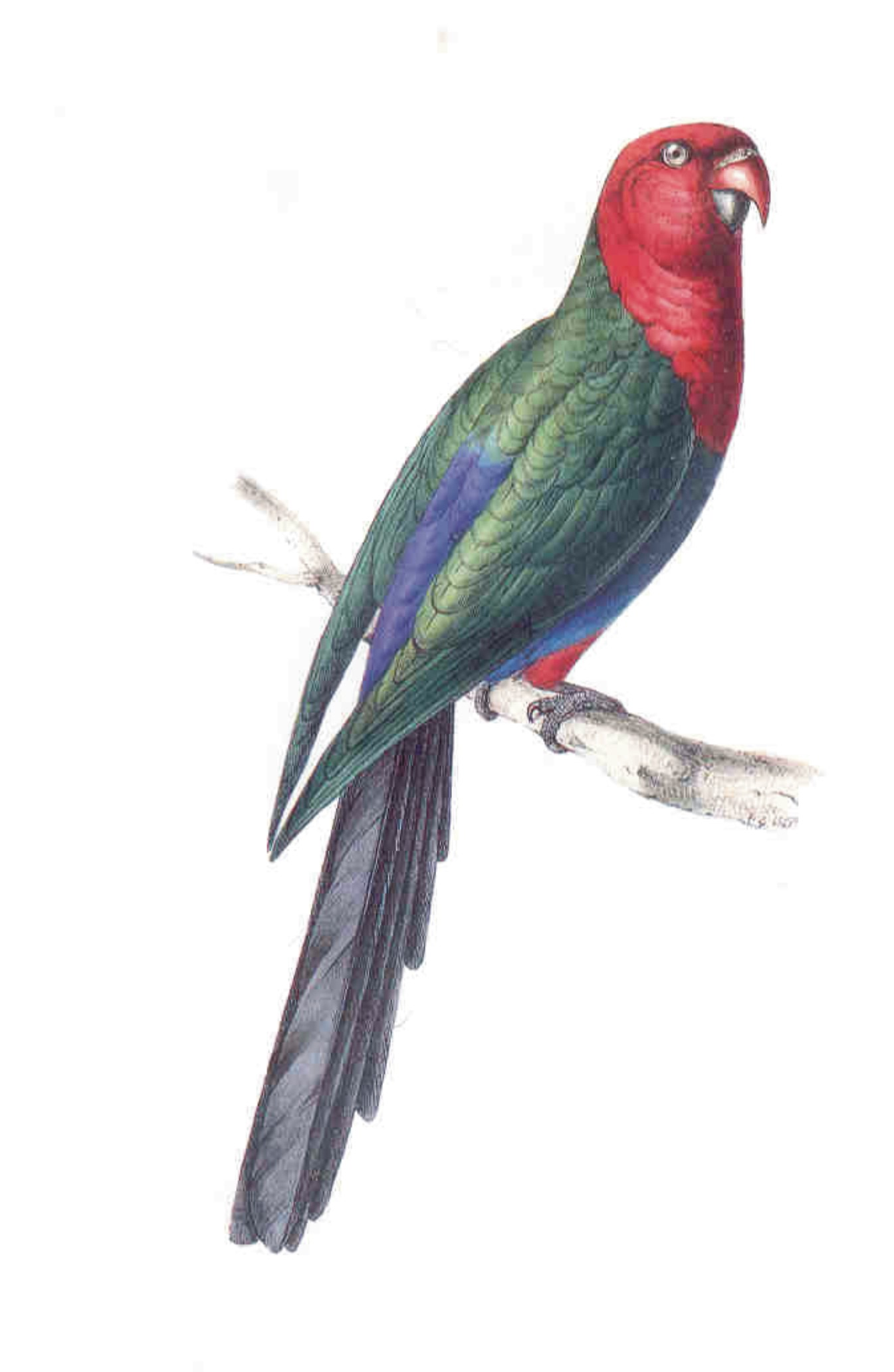
Lithographie eines Amboinasittichs, gezeichnet von Swainson für den ersten Band der Zoological Illustrations

William Swainson (* 8. Oktober 1789 in St. Mary Newington, London; † 6. Dezember 1855 auf seinem Anwesen Fern Grove in Hutt, Neuseeland) war ein englischer Ornithologe, Malakologe und Künstler.

## Leben und Wirken
Swainson entwickelte ein Interesse an Naturgeschichte durch Studien der Muschel- und Insektensammlungen seines Vaters John Timothy Swainson (1756–1824). Er wurde in die Armee eingezogen und nach Sizilien gesandt, jedoch musste er aufgrund gesundheitlicher Probleme aus dem Militär ausscheiden.
Von 1816 bis 1818 reiste Swainson durch Brasilien. Er brachte bei seiner Rückkehr nach England eine Sammlung von über 20.000 Insekten, 1.200 Pflanzen, Zeichnungen von 120 Fischen und ungefähr 760 Vögel mit. Sein Freund William Elford Leach ermutigte ihn, für sein Buch Zoological Illustrations (1820–23) mit Lithografie zu experimentieren.
Als Leach aufgrund einer Krankheit von seinem Amt am British Museum zurücktreten musste, bewarb sich Swainson für den Posten, der jedoch an John George Children ging. Swainson fuhr mit dem Schreiben fort, das einflussreichste Werk war der zweite Band von Fauna Boreali-Americana (1831), das er mit John Richardson schrieb. Er produzierte auch eine zweite Serie von Zoological Illustrations (1832–33), drei Bände von Jardines Naturalist's Library und 11 Bände von Lardners Cabinet Cyclopedia.
1841 emigrierte er nach Neuseeland, um Farmer zu werden, jedoch scheiterte er aufgrund der Konkurrenz mit den örtlichen Māori. 1851 segelte er nach Sydney und übernahm den Posten des botanischen Gutachters der Regierung von Victoria. Dies schlug aufgrund seiner fehlenden botanischen Kenntnisse jedoch auch fehl. Er kehrte 1855 nach Neuseeland zurück, wo er im selben Jahr starb.
Von Swainson stammt die Erstbeschreibung der Ophioglossolambis violacea (als Pterocera violacea), der Gattung der Mitraschnecken Sabricola (und Unterfamilie Mitrinae) und der Gattung von Miesmuscheln Brachidontes (1840).
Sein Freund John James Audubon benannte den Swainson-Waldsänger ihm zu Ehren, Charles Lucien Bonaparte benannte den Präriebussard (Buteo swainsoni) nach ihm, und der englische Name der Zwergdrossel (Catharus ustulatus (Nuttall, 1840)) ist Swainson's Thrush.  Der Swainson-Tukan (Ramphastos swainsonii), der Hispaniolasmaragdkolibri (Riccordia swainsonii) und der Swainsonsperling (Passer swainsonii) tragen ebenfalls seinen Namen.
Die australische Blütenpflanzengattung Swainsona ist nicht nach ihm, sondern nach dem Mediziner Isaac Swainson (1746–1812) benannt.

## Publikationen (Auswahl)
- Zoological illustrations, or, Original figures and descriptions of new, rare, or interesting animals: selected chiefly from the classes of ornithology, entomology, and conchology, and arranged on the principles of Cuvier and other modern zoologists. Band 1. Printed by R. and A. Taylor for Baldwin, Cradock, and Joy; and W. Wood, London 1821 (biodiversitylibrary.org).
- Exotic Conchology; Or figures and descriptions of rare, beautiful, or undescribed shells. 4 Teile, William Wood, London 1821–1822 (Digitalisat).
  - 2. Auflage, H. G. Bohn, London 1841 (Digitalisat) – herausgegeben von Sylvanus Hanley.
- The ornithological drawings - The birds of Brazil (= 1). Baldwin & Craddock, London 1834 (1834-1835).
- On the natural history and classification of birds. Band 2. John Taylor, London 1837 (biodiversitylibrary.org).
- in William Jardine, 7. Baronet: Birds of Westen Africa Part II. in The naturalist's library (= Ornithology. Band 12). Henry G. Bohn, London 1837 (biodiversitylibrary.org).
- A selection of the birds of Brazil and Mexico - the drawings. Henry G. Bohn, London 1841 (biodiversitylibrary.org).